# Heemraadlaan (metrostation)
Heemraadlaan is een van de drie stations van de Rotterdamse metro in de Nederlandse plaats Spijkenisse. Het station werd geopend op 25 april 1985, als onderdeel van de verlenging van de noord-zuidlijn, tegenwoordig lijn D geheten, van Zalmplaat naar Spijkenisse.
Het station is gelegen op een viaduct bij de kruising van de Heemraadlaan en de Hekelingseweg. Er zijn twee perrons. Sinds de verlenging van de oost-westlijn op 4 november 2002 wordt station Heemraadlaan ook door deze lijn bediend. Vanaf 13 december 2009 heeft deze lijn de aanduiding lijn C & lijn D.
In 2009 is er naast het station een nieuwe parkeerplaats gebouwd. Hierbij zijn ook twee nieuwe ingangen naar het station aangelegd. In 2014  is de parkeerruimte verder vergroot met de aanleg van een nieuwe P+R. Ook de dubbele T-kruising onder een deel van het station is op de schop gegaan.

## Overstap op bus
| Lijn | Route                                                                     | Vervoerder |
| ---- | ------------------------------------------------------------------------- | ---------- |
| 106  | Spijkenisse Centrum - Zuidland - Oudenhoorn - Hellevoetsluis Kickersbloem | EBS        |
| 116  | Spijkenisse Centrum - Zuidland                                            | EBS        |

De Terp · Capelle Centrum · Slotlaan · Capelsebrug · Kralingse Zoom · Voorschoterlaan · Gerdesiaweg · Oostplein · Blaak  · Beurs · Eendrachtsplein · Dijkzigt · Coolhaven · Delfshaven · Marconiplein · Schiedam Centrum  · Parkweg · Troelstralaan · Vijfsluizen · Pernis · Tussenwater · Hoogvliet · Zalmplaat · Spijkenisse Centrum · Heemraadlaan · De Akkers
Rotterdam Centraal  · Stadhuis · Beurs · Leuvehaven · Wilhelminaplein · Rijnhaven · Maashaven · Zuidplein · Slinge · Rhoon · Poortugaal · Tussenwater · Hoogvliet · Zalmplaat · Spijkenisse Centrum · Heemraadlaan · De Akkers